# Рассказ неизвестного человека (фильм)
«Рассказ неизвестного человека» — советский художественный фильм Витаутаса Жалакявичюса 1980 года киностудии «Мосфильм», экранизация одноимённой повести Антона Чехова.

## Сюжет
Народоволец, отбыв ссылку, возвращается в Санкт-Петербург. Он устраивается лакеем к  некоему чиновнику Орлову, чтобы добраться до его отца, известного государственного человека. Революционер рассчитывает проникнуть в планы своего врага и организовать убийство, но жизнь в доме Орлова меняет его намерения и отношение к жизни.

## В ролях
В фильме снимались:
- Александр Кайдановский — Степан
- Георгий Тараторкин — Жорж (Георгий Иванович) Орлов
- Евгения Симонова — Зинаида Фёдоровна
- Павел Кадочников — граф Иван Орлов
- Борис Романов — Гружин
- Людмила Зайцева — Полина
- Сергей Мучеников — Кукушкин
- Ион Унгуряну — Пекарский
- Михаил Зимин — пассажир в поезде
- Глеб Плаксин — доктор
- Анатолий Скорякин — лакей
- Капитолина Ильенко — няня

## Съёмочная группа
- Режиссёр: Витаутас Жалакявичюс[2]
- Сценарист: Витаутас Жалакявичюс[2]
- Композитор: Георгий Фиртич[2]
- Оператор-постановщик: Анатолий Кузнецов[3]